# Jorge González Rivera
Jorge González Rivera   (Utuado, 20 de desembre de 1952) és un ex corredor olímpic porto-riqueny. Va guanyar competicions internacionals, com els Jocs Panamericans i va participar en els Jocs Olímpics de 1984 a Los Angeles i 1992 a Barcelona. El 1982, va marcar el rècord històric de la Marató de Ponce que el 2019 no s'havia trencat. Nascut a Utuado, Puerto Rico, el seu municipi té un estadi anomenat estadi Peco González en honor seu. El 1983, en els Jocs Panamericans de Caracas, Veneçuela, va guanyar la primera medalla d'or d'atletisme panamericana per a Puerto Rico.

## Fites
| Representant Puerto Rico | Representant Puerto Rico             | Representant Puerto Rico    | Representant Puerto Rico | Representant Puerto Rico | Representant Puerto Rico |
| ------------------------ | ------------------------------------ | --------------------------- | ------------------------ | ------------------------ | ------------------------ |
| 1982                     | Central American and Caribbean Games | L'Havana, Cuba              | 1er                      | Marató                   | 2:26:40]]                |
| 1983                     | Jocs Pan American                    | Caracas, Veneçuela          | 1r                       | Marató                   | 2:12:43 (NR)             |
| 1984                     | Jocs Olímpics                        | Los Angeles, Estats Units   | 13é                      | Marató                   | 2:14:00                  |
| 1984                     | Montreal International Marathon      | Montréal, Canadà            | 1r                       | Marató                   | 2:12:48                  |
| 1984                     | Honolulu Marathon                    | Honolulu, United States     | 1r                       | Marató                   | 2:16:25                  |
| 1987                     | Pan American Games                   | Indianapolis, United States | 3r                       | Marató                   | 2:21:14                  |
| 1990                     | Marató internacional de Montreal     | Montréal, Canadà            | 1r                       | Marató                   | 2:16:18                  |
| 1990                     | Central American and Caribbean Games | Mèxic DF                    | 1r                       | Marató                   | 2:18:55                  |
| 1992                     | Marató de Pittsburgh                 | Pittsburgh, Estats Units    | 1er                      | Marató                   | 2:17:33                  |
| 1992                     | Jocs Olímpics                        | Barcelona                   | —                        | Marató                   | DNF                      |